# Poprávce
Poprávce (ve starší literatuře také popravce) byl výkonný úředník ve středověkých Čechách, který byl přímo odpovědný králi. Poprávci byli jmenováni panovníkem výhradně z panských rodů, aby činili „po právu“, tedy aby ochraňovali a podporovali právní řád a zemský mír. Úkolem poprávce bylo stíhat zločince, zemské škůdce, psance a padělatele mincí. Vedl rejstřík těchto osob a měl nad nimi i hrdelní pravomoc. Dozíral také na veřejný pořádek, na dodržování měr a vah na trzích a ochraňoval jednotlivce v jejich právech, kdykoliv to bylo třeba. Účastnil se i krajské berní správy.

## Historie
Úřad krajských poprávců vznikl sice již ve 13. století, pravděpodobně za vlády Přemysla Otakara II., avšak spolehlivé zprávy o něm pochází teprve ze 14. století. Poprávci působili ale jen v Čechách, na Moravě jejich funkce vykonávali krajští soudci (iudices provinciales; vlastními soudci byli ovšem cúdaři). Poprávcům náležela policejní a hrdelní moc v přiděleném kraji, v jehož rámci mu podléhali všichni obyvatelé, s výjimkou šlechty. Poprávci byli do každého kraje z počátku dosazování vždy dva. Měli jednat společně, podle potřeby mohli však působit i každý zvlášť. Po smrti krále Václava IV. během husitských válek byli poprávci nahrazeni krajskými hejtmany, znovu byl jejich úřad obnoven Jiřím z Poděbrad za krále Ladislava. Nebyli však již dosazováni králem, ale byli dědiční a podřízeni krajským hejtmanům. Definitivně byli nahrazeni krajskými hejtmany roku 1502 za vlády Vladislava Jagellonského.